# Plan de surveillance
Un plan de surveillance est à la fois un document et une stratégie regroupant l'ensemble des contrôles à réaliser (obligatoirement ou volontairement) sur un produit ou sur un groupe de produits (aliments par exemple) et sur leurs processus de production, transport ou vente (on distingue souvent le « plan de surveillance produit » et de « plan de surveillance process »). Il est élaboré à partir des risques et défauts potentiels identifiées au préalable dans une analyse AMDEC. Il concerne plus particulièrement des produits sensibles (périssables, dangereux, toxiques...) et vise à garantir une « conformité » à certains critères via la mesure d'indicateurs et/ou d'indices.  Dans un contexte de mondialisation et en Europe d'un marché unique avec  libre-circulation des marchandises, les contrôles tendent à être harmonisés (au niveau européen et parfois mondial) pour améliorer la sécurité de tous et limiter la concurrence déloyale.
C'est un outil de prévention visant à éviter ou limiter les crises et il est souvent l'un des éléments d'une dynamique de gestion des risques ou un élément important d'une démarche qualité.

## Contenu
Un plan de surveillance doit lister :
- les modes opératoires retenus ;
- les moyens de contrôle retenus ;
- les fréquences de contrôles associés à chaque objectif ;
- les responsabilités (le Qui fait quoi et éventuellement pourquoi il le fait).

Le contrôle doit être indiqué en précisant chaque caractéristique à contrôler, la méthode et les critères retenus ou non retenus (et pourquoi le cas échéant), les marges d'erreur tolérées, d'éventuels seuils d'information, d'action ou d'alerte, etc. 

## Méthodologie
La rédaction d'un plan de surveillance peut se faire à partir d'une analyse AMDEC. 
Elle est préparée avec les acteurs indispensable au projet (Qualité, méthodes, production) ;
Le cas échéant, le plan de surveillance permet au client ou commanditaire administratif d'identifier clairement les contrôles faits et à faire sur le produit ou processus le concernant.

## Outils
La rédaction d'un plan de surveillance peut être réalisée à l'aide d'un logiciel tableur type Excel, Calc, Numbers ou via travers des progiciels spécialisés.

## Exemples
Des plans de surveillance sont déployés dans de nombreux domaines, dont par exemple : 
- démarche qualité dans l'industrie ;
- épidémiologie (ex. pour le cancer du sein[1] ou le suivi de l'antibiorésistance) ;
- écoépidémiologie [2] ;
- agriculture (ex. : Surveillance d'espèces indésirables pour les cultures[3]) ;
- sécurité alimentaire, avec par exemple en France les  plans de surveillance et de plans de contrôle (PSPC) mis en œuvre annuellement par la DGAL, pour notamment répondre aux demandes d'information de l'Europe[4] ;
- Pesticides (ex. : Plans de surveillance résidus (suivent les teneurs en résidus de produits phytosanitaires à la récolte) et plans de contrôles de pesticides dans les aliments, avec à titre d'exemple - en 2004 - 1245 échantillons analysés (salades d'hiver et fruits et légumes) dont 888 étaient des produits cultivés en France... avec des résidus trouvés dans ce cas (France et étrangers) dans 59 % des échantillons ne contiennent pas de résidus. Des teneurs inférieures à la limite maximale de résidus (LMR) ont été détectées pour 48 % des échantillons. Les LMR ont été dépassées dans 11 % des cas.